# Musica occidentale
L'espressione musica occidentale indica un insieme di correnti musicali nate nella seconda metà del secondo millennio in Europa occidentale e nelle sue principali colonie (America del Nord e Oceania), e comprende varie manifestazioni vocali e strumentali della musica classica e della popular music. 
La parola occidentale può disorientare, perché la delimitazione del mondo occidentale è cambiata nel corso del tempo. Ciò è dovuto all'inclusione di generi influenzati dalla cultura occidentale.
I principali generi musicali della tradizione occidentale comprendono:
- Musica classica europea
  - Musica medievale
  - Musica rinascimentale
  - Musica barocca
  - Musica classica
  - Musica romantica
  - Musica contemporanea
- Pop e popular music
  - Acid
  - Bluegrass
  - Blues
  - Country
  - Disco
  - Elettronica
  - Folk
  - Funk
  - Inni
  - Jazz
  - Metal
  - Neofolk
  - Punk rock
  - Rap
  - Reggae
  - Rock and roll
  - Ska
  - Soul
  - Salsa
  - Spirituale
  - Swing
  - Synthpop
  - Techno
  - Trance